# Fortunate-Zahl
Die Fortunate-Zahl {\displaystyle f_{n}} zu einer gegebenen positiven natürlichen Zahl {\displaystyle n} ist definiert als die Differenz von {\displaystyle P_{n}} (= Produkt der ersten {\displaystyle n} Primzahlen) auf die kleinste Primzahl, die mindestens um 2 größer als {\displaystyle P_{n}} ist.
Sie sind nach Reo Franklin Fortune benannt, der sie untersucht hat.
{\displaystyle f_{n}=\min {\Bigl \{}m>1\;{\Big |}\,\prod _{i=1}^{n}p_{i}+m\in \mathbb {P} {\Bigr \}}}.
Die ersten 50 Fortunate-Zahlen sind:
3, 5, 7, 13, 23, 17, 19, 23, 37, 61, 67, 61, 71, 47, 107, 59, 61, 109, 89, 103, 79, 151, 197, 101, 103, 233, 223, 127, 223, 191, 163, 229, 643, 239, 157, 167, 439, 239, 199, 191, 199, 383, 233, 751, 313, 773, 607, 313, 383, 293, … (Folge A005235 in OEIS)
Sortiert und ohne Wiederholungen ist die Folge der Fortunate-Zahlen:
3, 5, 7, 13, 17, 19, 23, 37, 47, 59, 61, 67, 71, 79, 89, 101, 103, 107, 109, 127, 151, 157, 163, 167, 191, 197, 199, 223, 229, 233, 239, 271, 277, 283, 293, 307, 311, 313, 331, 353, 373, 379, 383, 397, 401, 409, 419, 421, 439, 443, … (Folge A046066 in OEIS)

## Beispiel
Berechnung der 8. Fortunate-Zahl {\displaystyle f_{8}}:

Das Produkt der ersten 8 Primzahlen ist {\displaystyle P_{8}=2\cdot 3\cdot 5\cdot 7\cdot 11\cdot 13\cdot 17\cdot 19=9699690}. Die nächste um mindestens 2 größere Primzahl ist {\displaystyle p=9699713}. Diese Primzahl ist um {\displaystyle p-P_{8}=9699713-9699690=23} größer als das Primzahlprodukt {\displaystyle P_{8}}. Somit ist {\displaystyle f_{8}=23}.

## Fortunate-Primzahlen
Eine Fortunate-Zahl, die gleichzeitig prim ist, nennt man Fortunate-Primzahl. Bisher sind alle bekannten Fortunate-Zahlen Primzahlen.
Reo Franklin Fortune vermutete, dass alle Fortunate-Zahlen prim sind, ein bis heute ungelöstes Problem (Fortunes Vermutung, englisch Fortune's conjecture).

## Less-fortunate numbers
Auf entsprechende Weise definiert Paul Carpenter auch die less-fortunate numbers (oder lesser fortunate numbers) als
{\displaystyle l_{n}=\min {\Bigl \{}m>1\;{\Big |}\,\prod _{i=1}^{n}p_{i}-m\in \mathbb {P} {\Bigr \}}}.
Sie sind also definiert als die Differenz von {\displaystyle P_{n}} (= Produkt der ersten {\displaystyle n} Primzahlen) und der größten Primzahl, die mindestens um 2 kleiner als {\displaystyle P_{n}} ist. Auch für diese Zahlen ist nicht bekannt, ob sie sämtlich prim sind.

### Beispiele
- Die Less-fortunate number {\displaystyle l_{1}} ist nicht definiert, weil {\displaystyle P_{1}=2} ist und somit keine Primzahl existiert, welche mindestens um 2 kleiner als {\displaystyle P_{1}} ist.
- Berechnung der Less-fortunate number {\displaystyle l_{9}}:

Das Produkt der ersten 9 Primzahlen ist {\displaystyle P_{9}=2\cdot 3\cdot 5\cdot 7\cdot 11\cdot 13\cdot 17\cdot 19\cdot 23=223092870}. Die nächstkleinere Primzahl ist {\displaystyle p=223092827}. Das Primzahlprodukt ist um {\displaystyle P_{9}-p=223092870-223092827=43} größer als die Primzahl {\displaystyle p}. Somit ist {\displaystyle l_{9}=43}.
- Die ersten 50 Less-fortunate numbers sind (wobei man mit {\displaystyle l_{2}=3,l_{3}=7,\ldots } beginnen muss):

3, 7, 11, 13, 17, 29, 23, 43, 41, 73, 59, 47, 89, 67, 73, 107, 89, 101, 127, 97, 83, 89, 97, 251, 131, 113, 151, 263, 251, 223, 179, 389, 281, 151, 197, 173, 239, 233, 191, 223, 223, 293, 593, 293, 457, 227, 311, 373, 257, … (Folge A055211 in OEIS)
- Sortiert und ohne Wiederholungen ist die Folge der Less-fortunate numbers:

3, 7, 11, 13, 17, 23, 29, 41, 43, 47, 59, 67, 73, 83, 89, 97, 101, 107, 113, 127, 131, 151, 173, 179, 191, 197, 223, 227, 233, 239, 251, 257, 263, 281, 293, 307, 311, 313, 317, 331, 347, 367, 373, 379, 389, 431, 433, 439, 443, 449, …

### Eigenschaft
- Die ersten 1000 Less-fortunate-numbers sind Primzahlen.[3]

### Vermutung
- Es wird vermutet, dass alle Less-fortunate-numbers Primzahlen sind.[3]